# Everett Lee

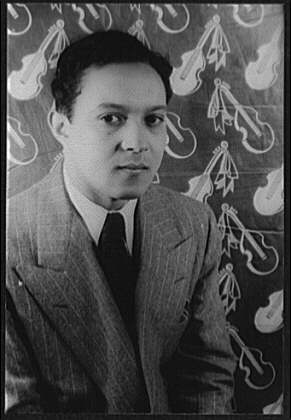
Everett Lee (1948)

Everett Lee (Wheeling (West Virginia), 31 augustus 1916 – Malmö, 12 januari 2022) was een Amerikaanse dirigent. Als eerste Afro-Amerikaanse dirigent dirigeerde hij in 1953 een professioneel 'wit' orkest - het Louisville Orchestra - in het zuiden van de Verenigde Staten.

## Biografie
Lee leerde als kind viool spelen. Hij volgde een opleiding aan het Cleveland Institute of Music. Na die opleiding nam  hij dienst in het leger. Hij werd naar Tuskegee gestuurd om piloot te worden, maar een blessure maakte een einde aan zijn militaire loopbaan. Hij ging naar Broadway, New York, en toen in 1943 een dirigent ingesneeuwd raakte moest hij als concertmeester voor het eerst het stokje overnemen. Hij studeerde aan de Juilliard School en aan het daaraan gelieerde Tanglewood. Na Tanglewood was hij eerste violist voor de New York Symphony Orchestra onder Leonard Bernstein.
Omdat de kansen voor gekleurde dirigenten niet voor het oprapen lagen vormde hij het Cosmopolitan Symphony Society, samengesteld uit muzikanten van allerlei herkomst, en vrouwen, die ook nauwelijks toegang kregen tot orkesten.
In 1947 leidde hij het Cosmopolitan Symphony Society bij een concert in Harlem.
Met een Fulbright-beurs studeerde hij in 1952 een jaar in Rome. In 1953 dirigeerde hij als eerste Afro-Amerikaan het (witte) Louisville Orchestra in Kentucky, en twee jaar later was hij de eerste Afro-Amerikaan die een grote opera dirigeerde bij de New York City Opera Company.
In 1956 emigreerde Lee naar Europa waar hij de Münchner Opernbuhne dirigeerde. Van 1962 tot 1972 was hij dirigent bij het Zweedse Norrköpings Symfoniorkester. Lee was gastdirigent bij symfonieorkesten van vele steden.  
Hij dirigeerde zijn laatste uitvoering op 13 januari 2005 met het Louisville Orchestra, het orkest waarmee hij in 1953 geschiedenis schreef. De stad Wheeling riep 31 augustus 2017, Lee's 101ste verjaardag, uit tot 'Everett Lee Day'.
In januari 2022 overleed hij op 105-jarige leeftijd in zijn woonplaats Malmö.
- Gemeinsame Normdatei: 134745124
- International Standard Name Identifier: 0000 0000 5583 2956
- Library of Congress Control Number: no2009012574
- Nederlandse Thesaurus van Auteursnamen: 158246829
- Virtual International Authority File: 79758939